# Wetterau
La Wetterau è una pianura ondulata fertile della Germania occidentale, nell'Assia, fra le regioni dell'Oberhessen ed il Taunus. È attraversata dal fiume Wetter (tributario del Meno). Amministrativamente, corrisponde al circondario omonimo.

## Storia
La regione è stata per secoli politicamente ripartita di decine di stati e potentati locali. Solo con la caduta del Sacro Romano Impero Germanico nel 1806 e la sua riorganizzazione politica napoleonica è andata progressivamente aggregandosi in unità sempre più ampie e numericamente limitate, fino a far parte sostanzialmente della grande provincia prussiana della Renania dopo le ultime annessioni del 1866 (Nassau, Assia-Kassel, ecc.).
Dal 1422 fino al 1806, è stato amministrativamente un circolo nobiliare (Wetterauische Graefenkolleg) del Sacro Romano Impero Germanico.  Vi facevano parte le famiglie sovrane di rango comitale, aventi feudi imperiali immediati nella regione, ed ammesse nel Collegio dei Conti e dei Signori con diritto di voto collettivo al Reichstag, riconosciuto dal 1565. Nel 1792 il numero delle famiglie aventi diritto di voto fu limitato a 25 e nelle precedenze del diritto di voto avevano il 96º posto.
Elenco delle famiglie comitali del circolo:
- Hanau-Münzenberg: ai langravi di Assia-Kassel dal 1648
- Hanau-Lichtenberg: ai langravi di Assia-Kassel e di Assia-Darmstadt dal 1740
- Solms, dal 1724; ramo principesco dal 1742
- principi di Nassau-Weilburg dal 1654; conti di Dillenburg dal 1739
- principi di Nassau-Usingen dal 1654
- principi di Nassau-Idstein
- principi di Nassau-Saarbrücken, dal 1654, conti di Lahr
- principi di Nassau-Ottweiler
- Isenburg, dal 1675; ramo principesco dal 1742
- contee di Kōnigstein e di Eppstein agli elettori di Magonza ed ai langravi di Assia-Darmstadt, ai conti di Stolberg-Stolberg
- Sayn-Wittgenstein
- Salm dal 1737; due linee principesche (1739,1742)
- Leiningen-Westerburg
- Leiningen-Dachsburg
- Ortenburg dal 1698, nonostante le contestazioni degli elettori di Baviera
- Gleichen dal 1640 per i conti di Hohenlohe-Langenburg e di Hatzfeld
- signoria di Münzenfelden agli elettori di Magonza, ai principi di Orange conti di Nassau-Diez
- Schōnburg dal 1700
- signoria di Nieder Isenburg, dal 1697; agli elettori di Treviri e ai principi di Chimay (città)
- Reuss von Plauen dal 1778
- principi von Waldeck dal 1712
- conti Kolb von Wartenberg dal 1707
- conti Schlitz von Görtz dal 1804

Dal 1765 vi fece parte anche la contea in Lorena di Criechingen (Creange).